# Цоня Дражева
Цоня Дражева е българска археоложка. Дългогодишен директор на Регионалния исторически музей в Бургас. В периода 1999 – 2000 г. е директор на Центъра за музеи, галерии и изобразителни изкуства към Министерството на културата на Република България. През 2016 г. в нейна памет е издаден сборник.

## Биография
Цоня Дражева е родена на 26 юли 1954 г. Завършва висшето си образование в Софийския университет „Св. Климент Охридски“ със специалност „История” с профил „Археология” и с втора специалност „Философия”. През 1978 г. започва работа в Регионалния исторически музей в Бургас, първоначално като уредник, а впоследствие като научен сътрудник и директор на музея.
Тя открива и проучва редица крепости, антични градове и светилища. През дългогодишната си работа ръководи археологическите проучвания на – античния некропол в кв. „Победа” в гр. Бургас, късноантичната и средновековна крепост Голое при с. Лозарево, късноантичната и старобългарска крепост Маркели край гр. Карнобат, проучванията на римския град Деултум, крепостните стени и епископския център – манастира „Св. Никола“ и пещите за сграфито-керамика в Созопол, мегалитното тракийско светилище Бегликташ край Приморско, църквата „Св. Параскева“ при устието на р. Ропотамо, крепостната стена на Ахтопол, крепостта Русокастрон, крепостите на полуостров Форос в бургаския квартал Крайморие, манастира „Св. Йоан Кръстител“ на остров св. Иван при Созопол и др.
Умира след дълго боледуване на 5 юни 2013 г в Бургас, България.